# Wow (chanson d'Inna)
Pour les articles homonymes, voir Wow.
Singles de Inna
Endless
(2012) Caliente
(2012)
Pistes de I Am the Club Rocker
Sun Is Up
(5) Señorita
(7)
W.O.W est une chanson d'eurodance de la chanteuse roumaine Inna sortie le 5 avril 2012. 5e single extrait du 2e album studio I Am the Club Rocker (2011), la chanson a été écrite et produite par les membres du groupe Play & Win : Sebastian Barac, Marcel Botezan, Radu Bolfea. WOW a été le titre le plus téléchargé légalement en Roumanie la 1re semaine d'avril 2012.

## Collaboration
- Play & Win – arrangement, coproduction, Choriste, écriture
- Inna - chanteuse

## Liste des pistes
Wow (Official Versions)
1. "Wow (Original Mix)" - 3:09
2. "Wow (Video Mix)" - 3:38

Wow (Official Remixes)
1. "Wow (Play & Win Radio Edit)" - 3:09
2. "Wow (Timmy Rise & Barrington Lawrence Remix)" - 6:52
3. "Wow (Live Version)" - 3:23
4. "Wow (Casey & Moore vs. Sandro Bani Remix)" - 6:02
5. "Wow (JRMX Radio Edit)" - 3:54
6. "Wow (JRMX Club Remix)" - 7:37
7. "Wow (JRMX Dub)" - 7:38
8. "Wow (Starz Angels M***** F***** Radio Edit)" - 3:46
9. "Wow (Starz Angels M***** F***** Club Remix)" - 6:16
10. "Wow (Starz Angels M***** F***** Dub)" - 6:16
11. "Wow (Steve Roberts Radio Edit)" - 2:25
12. "Wow (Steve Roberts Club Remix)" - 3:54
13. "Wow (Beenie Becker Radio Edit)" - 3:11
14. "Wow (Beenie Becker Club Remix)" - 4:41
15. "Wow (Play & Win Club Remix)" - 4:38

## Classement par pays
| Classement (2011—2012)            | Meilleure position |
| --------------------------------- | ------------------ |
| Roumanie (Romanian Top 100)       | 12                 |
| Roumanie (Romanian Digital Chart) | 1                  |
| Russie (NFPP)                     | 171                |
| France (Club 40)                  | 20                 |